# Amplified // A Decade of Reinventing the Cello
Amplified // A Decade of Reinventing the Cello – druga kompilacja fińskiej grupy muzycznej Apocalyptica. Wydawnictwo ukazało się 26 maja 2006 roku nakładem wytwórni muzycznej Vertigo Records pododdziału Universal Music Group. Na płycie zostały wydane wybrane utwory ze wszystkich poprzednich albumów studyjnych formacji oraz dwie wcześniej niepublikowane kompozycje.
Album promował wydany 19 maja 2006 roku singel Repressed z gościnnym udziałem lidera grupy Soulfly – Maxa Cavalery oraz Matta Tucka z Bullet for My Valentine.

## Lista utworów
Opracowano na podstawie materiału źródłowego.
| CD 1 | CD 1                        | CD 1                                                    | CD 1    |
| Nr   | Tytuł utworu                | Muzyka                                                  | Długość |
| ---- | --------------------------- | ------------------------------------------------------- | ------- |
| 1.   | „Enter Sandman”             | James Hetfield, Lars Ulrich, Kirk Hammett               | 3:42    |
| 2.   | „Harmageddon”               | Eicca Toppinen                                          | 4:56    |
| 3.   | „Nothing Else Matters”      | James Hetfield, Lars Ulrich                             | 4:48    |
| 4.   | „Refuse/Resist”             | Andreas Kisser, Igor Cavalera, Max Cavalera, Paulo Jr.  | 3:14    |
| 5.   | „Somewhere Around Nothing”  | Eicca Toppinen                                          | 4:10    |
| 6.   | „Betrayal/Forgiveness”      | Perttu Kivilaakso                                       | 5:13    |
| 7.   | „Farewell”                  | Perttu Kivilaakso                                       | 5:33    |
| 8.   | „Master of Puppets”         | Cliff Burton, James Hetfield, Lars Ulrich, Kirk Hammett | 6:03    |
| 9.   | „Hall Of The Mountain King” | Edvard Grieg                                            | 3:29    |
| 10.  | „One”                       | James Hetfield, Lars Ulrich                             | 5:45    |
| 11.  | „Heat”                      | Eicca Toppinen                                          | 3:22    |
| 12.  | „Čohkka”                    | Eicca Toppinen                                          | 4:29    |
| 13.  | „Kaamos”                    | Eicca Toppinen                                          | 4:44    |
| 14.  | „Deathzone”                 | Eicca Toppinen                                          | 4:37    |
| 15.  | „Angel of Death”            | Jeff Hanneman                                           | 3:53    |
|      |                             |                                                         | 1:07:58 |

| CD 2 | CD 2            | CD 2                         | CD 2           | CD 2    |
| Nr   | Tytuł utworu    | Słowa                        | Muzyka         | Długość |
| ---- | --------------- | ---------------------------- | -------------- | ------- |
| 1.   | „Repressed”     | Matthew Tuck, Max Cavalera   | Eicca Toppinen | 4:28    |
| 2.   | „Path Vol.2”    | Sandra Nasić                 | Eicca Toppinen | 3:24    |
| 3.   | „Bittersweet”   | Lauri Ylönen, Ville Valo     | Eicca Toppinen | 4:27    |
| 4.   | „Hope Vol.2”    | Jeff Collier, Matthias Sayer | Eicca Toppinen | 4:03    |
| 5.   | „En Vie”        | Emmanuelle Monet             | Eicca Toppinen | 3:28    |
| 6.   | „Faraway Vol.2” | Brady Blade, Linda Sundblad  | Eicca Toppinen | 5:13    |
| 7.   | „Life Burns!”   | Lauri Ylönen                 | Eicca Toppinen | 3:08    |
| 8.   | „Seemann”       | Oliver Riedel                | Oliver Riedel  | 5:21    |
|      |                 |                              |                | 33:32   |

| Wydanie jednopłytowe | Wydanie jednopłytowe        | Wydanie jednopłytowe       | Wydanie jednopłytowe                                    | Wydanie jednopłytowe |
| Nr                   | Tytuł utworu                | Słowa                      | Muzyka                                                  | Długość              |
| -------------------- | --------------------------- | -------------------------- | ------------------------------------------------------- | -------------------- |
| 1.                   | „Enter Sandman”             | utwór instrumentalny       | James Hetfield, Lars Ulrich, Kirk Hammett               | 3:42                 |
| 2.                   | „Harmageddon”               | utwór instrumentalny       | Eicca Toppinen                                          | 4:56                 |
| 3.                   | „Refuse/Resist”             | utwór instrumentalny       | Andreas Kisser, Igor Cavalera, Max Cavalera, Paulo Jr.  | 3:14                 |
| 4.                   | „Nothing Else Matters”      | utwór instrumentalny       | James Hetfield, Lars Ulrich                             | 4:48                 |
| 5.                   | „Path Vol.2”                | Sandra Nasić               | Eicca Toppinen                                          | 3:24                 |
| 6.                   | „Čohkka”                    | utwór instrumentalny       | Eicca Toppinen                                          | 4:29                 |
| 7.                   | „Life Burns!”               | Lauri Ylönen               | Eicca Toppinen                                          | 3:08                 |
| 8.                   | „Somewhere Around Nothing”  | utwór instrumentalny       | Eicca Toppinen                                          | 4:10                 |
| 9.                   | „Bittersweet”               | Lauri Ylönen, Ville Valo   | Eicca Toppinen                                          | 4:27                 |
| 10.                  | „Master of Puppets”         | utwór instrumentalny       | Cliff Burton, James Hetfield, Lars Ulrich, Kirk Hammett | 6:03                 |
| 11.                  | „Hall Of The Mountain King” | utwór instrumentalny       | Edvard Grieg                                            | 3:29                 |
| 12.                  | „Seemann”                   | Oliver Riedel              | Oliver Riedel                                           | 5:21                 |
| 13.                  | „Quutamo”                   | utwór instrumentalny       | Eicca Toppinen                                          | 3:28                 |
| 14.                  | „Repressed”                 | Matthew Tuck, Max Cavalera | Eicca Toppinen                                          | 4:28                 |
|                      |                             |                            |                                                         | 59:07                |

## Twórcy
Opracowano na podstawie materiału źródłowego.
| Zespół Apocalyptica w składzie - Eicca Toppinen – wokal, aranżacje, produkcja muzyczna, miksowanie, wiolonczela - Perttu Kivilaakso – wiolonczela - Paavo Lötjönen – wiolonczela - Mikko Sirén – perkusja oraz - Antero Manninen – wiolonczela (CD 1; 1–4, 8–9, CD2; 2) - Max Lilja – wiolonczela (CD 1; 1–4, 8–9, CD2; 2) Muzycy dodatkowi - Dave Lombardo – gościnnie perkusja (CD 1; 6) - Sami Kuoppamäki – sesyjnie perkusja (CD 1; 12) - Teijo Jämsä – sesyjnie perkusja (CD 2; 8) - Max Cavalera – gościnnie wokal (CD 2; 1) - Matthew Tuck – gościnnie wokal (CD 2; 1) - Sandra Nasić – gościnnie wokal (CD 2; 2) - Ville Valo – gościnnie wokal (CD 2; 3) - Lauri Ylönen – gościnnie wokal (CD 2; 3) - Matthias Sayer – gościnnie wokal (CD 2; 4) - Emmanuelle Monet – gościnnie wokal (CD 2; 5) - Linda Sundblad – gościnnie wokal (CD 2; 6) - Nina Hagen – gościnnie wokal (CD 2; 8) | Produkcja - Stefan Glaumann – miksowanie - Mikko Raita – miksowanie - Mikko Karmila – miksowanie - Juha „The Professor” Heininen – miksowanie - Pekka Ritaluoto – produkcja muzyczna, miksowanie - Hiili Hiilesmaa – produkcja muzyczna - Otto Donner – produkcja muzyczna inni - Dirk Rudolph – design - Harald Hoffmann – zdjęcia - Ulysses Hüppauff – management - Craig Jennings – management |

## Wydania
| Rok  | Nr katalogowy   | Format                        | Wydawca                | Region            | Źródło |
| ---- | --------------- | ----------------------------- | ---------------------- | ----------------- | ------ |
| 2006 | 06024 9840335 8 | 2×CD, Comp                    | Vertigo                | Europa            | [ 5 ]  |
| 2006 | FONINT3358      | 2×CD, Comp                    | Universal Music Group  | Finlandia         | [ 5 ]  |
| 2006 | b.d.            | CD, Smplr, Promo              | Universal Music Group  | Europa            | [ 5 ]  |
| 2006 | 0249840335      | 2×CD, Comp                    | Universal Music Group  | Kanada            | [ 5 ]  |
| 2006 | 985 650-7       | CD, Album, Ins + CD, Enh, Voc | Vertigo Berlin         | Europa            | [ 5 ]  |
| 2006 | 60249840337     | CD, Comp                      | Universal Music Ltda.  | Brazylia          | [ 5 ]  |
| 2006 | 2600847         | CD, Comp                      | Universal Music Russia | Rosja             | [ 5 ]  |
| 2008 | 06024 9840335 8 | 2×CD, Comp, RE                | Fontana International  | Stany Zjednoczone | [ 5 ]  |
| 2008 | 1795146         | 2×CD, Comp, RM, Enh           | Spinefarm Records      | Wielka Brytania   | [ 5 ]  |

## Pozycje na listach
| Lista                   | Kraj       | Pozycja |
| ----------------------- | ---------- | ------- |
| Ö3 Austria Top 40       | Austria    | 19      |
| Suomen virallinen lista | Finlandia  | 16      |
| SNEP                    | Francja    | 158     |
| Media Control Charts    | Niemcy     | 24      |
| Schweizer Hitparade     | Szwajcaria | 23      |